# Пена дней (фильм, 2013)
«Пена дней» (фр. L'écume des jours) — франко-бельгийский фильм режиссёра Мишеля Гондри, снятый по одноимённому роману Бориса Виана.
Мировая премьера фильма состоялась 24 апреля 2013, российская — 4 июля 2013 г.

## Сюжет
Колен ведёт весьма приятную и беззаботную жизнь. Он богат, у него есть свой повар Николя, готовящий фантастическую еду с такими же фантастическими помощниками. У него есть изобретённый им пианоктейль (пианино+коктейль — слово, придуманное Вианом).
Однажды во время обеда с Шиком, своим другом, Колен слышит от него, что он познакомился с девушкой по имени Ализа, также увлечённой Жан-Солем Партром (анаграмма имени философа Жан-Поля Сартра), как и он сам. Колен также хочет найти себе подругу, и Шик приглашает его на вечеринку, где Колен знакомится с Хлоей. Они влюбляются и женятся. Но во время медового месяца Хлоя заболевает, её состояние постоянно ухудшается из-за растущей внутри неё кувшинки (туберкулёз). Чтобы обеспечить ей лечение, Колен вынужден начать работать, так как его финансовое состояние было подорвано многочисленными увлечениями и свадьбой. К тому же его друг Шик, увлечённый Партром, также транжирит на своё увлечение деньги и просит их у Колена. У Шика и Ализы портятся отношения из-за безрассудного увлечения Шика Партром. Николя из-за болезни Хлои стареет на глазах, из-за чего Колен вынужден выгнать его ради его же блага. Весь дом Колена постепенно затягивается паутиной и пылью, уменьшаясь в размерах и теряя цвет.

## В ролях
| Актёр          | Роль   |
| -------------- | ------ |
| Ромен Дюрис    | Колен  |
| Одри Тоту      | Хлое   |
| Гад Эльмалех   | Шик    |
| Омар Си        | Николя |
| Шарлотта Лебон | Изис   |